# Riti della Settimana Santa di Palermo

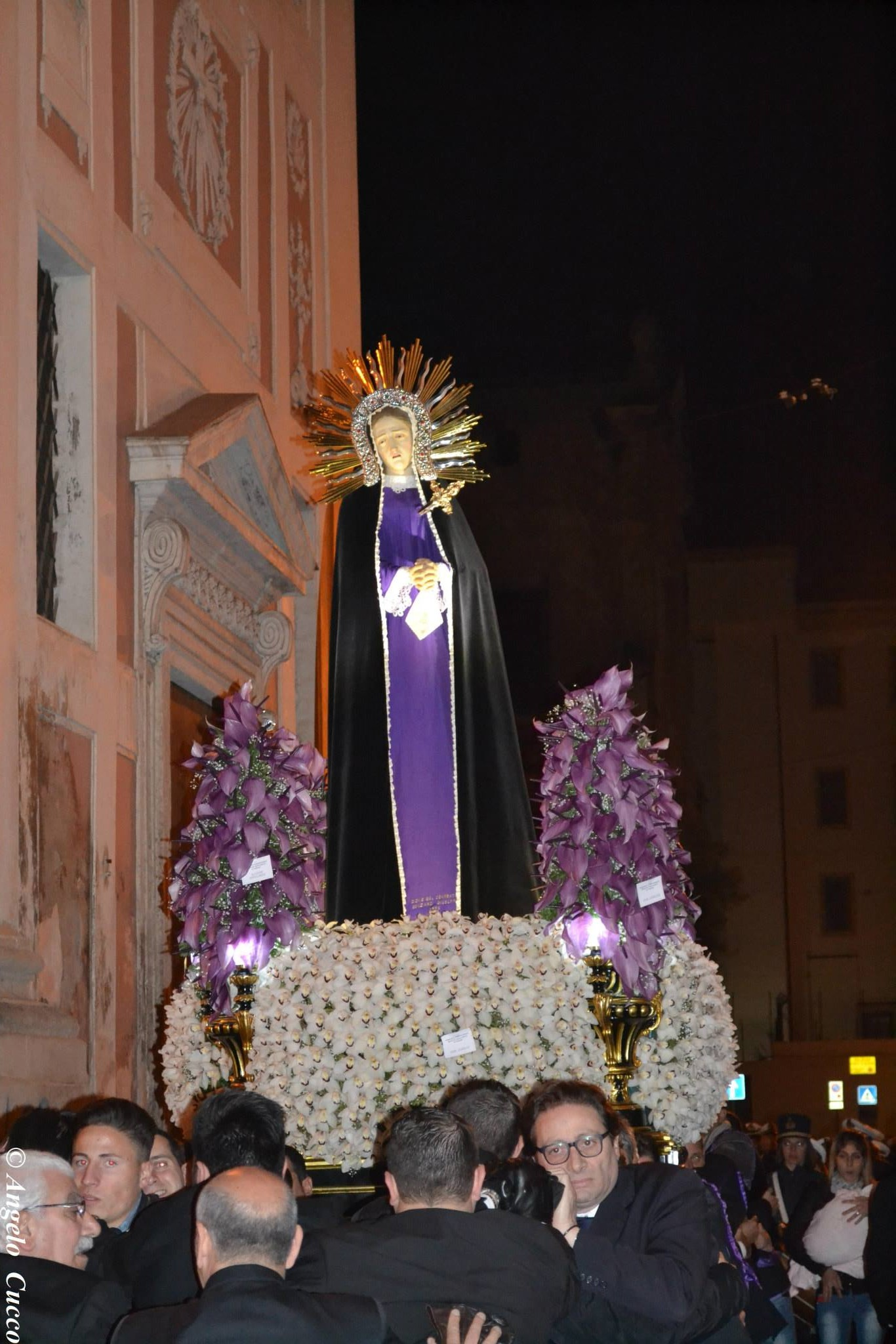
Maria Santissima Addolorata ai Cassari in processione.

I riti della Settimana Santa di Palermo (Vare o Varette in siciliano) sono una manifestazione religiosa popolare tipica.
- Premesse generali sulla cristianità.
- Implicazioni normanne.
- Origini generali dei riti penitenziali in Sicilia.

Per cronologia, analogia, territorialità, emulazione, contaminazione di usi e costumi, al novero delle Passio figurate, inserite nel contesto isolano soggetto alla dominazione aragonese - spagnola rispettivamente sotto la Corona d'Aragona e Corona di Spagna, appartengono i riti della Settimana Santa di Palermo.

## Origini cittadine

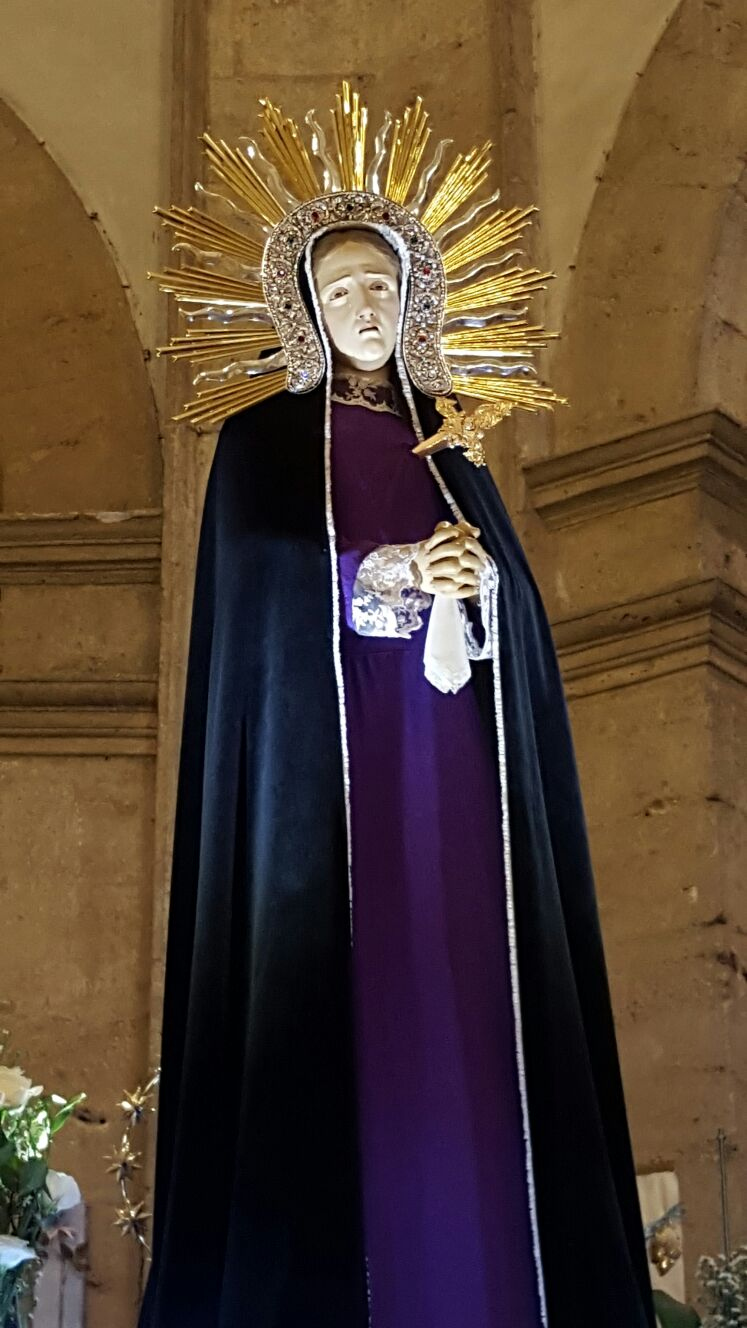
Maria Santissima Addolorata ai Cassari.

I riti delle Vare trovano fondamento nella storia della Sicilia spagnola 1516 - 1713 quando l'intera isola soggetta alla dominazione della Corona d'Aragona, unita al Regno di Napoli passa sotto la giurisdizione della Corona di Spagna, note in tempi successivi come dominazioni aragonese e spagnola.
- 1563, 3 febbraio Mercoledì Santo, I cronisti commentano una pomposa quanto funerea e stravagante manifestazione rievocativa al punto di essere appellata Trionfo della Morte.[1]
- 1589, I Padri Trinitari ottengono l'ultima cappella a sinistra della chiesa di San Demetrio e vi fondano nel 1590 la Congregazione di Nostra Signora de la Soledad. Quell'anno i confrati per la prima volta durante i riti nel giorno del Venerdì Santo, introducono l'usanza per la quale diversi flagellatori si frustavano a sangue.
- 1591 11 aprile Giovedì santo, È documentata la processione della casazza genovese.[2]
- 1601, Una rappresentazione dell'incontro tra il Cristo risorto e la Vergine Maria era effettuata dai Padri domenicani della chiesa di Santa Cita, episodio descritto da Valerio Rosso.[3][4] Organizzate dallo stesso Ordine domenicano della chiesa di San Domenico il Martedì Santo le processioni costituite da personaggi scenici in cartapesta posti su bare,[5] queste ultime in numero di quindici.[6][7]
- 1610, Il cardinale Giannettino Doria emana norme comportamentali per i giorni di Giovedì e Venerdì Santo.
- 1611 1 aprile Venerdì Santo, Il viceré di Sicilia Pedro Téllez-Girón, III duca di Osuna al rientro da un viaggio a Messina assiste alla manifestazione in carrozza.[8]
- La prima casazza di Santa Lucia al Borgo teneva rappresentazioni la Domenica delle Palme[9] con processioni dei Misteri della Passione effettuate dai Padri dell'Ordine della Santissima Trinità patrocinati con fondi regi.[10]
- La seconda casazza di Sant'Anna la Misericordia dei Padri del Terzo ordine regolare di San Francesco, abolita dopo la peste di Messina del 1743, celebrava il Mercoledì Santo della Settimana Maggiore,[8] ai cortei è solito assistere il Viceré.[11]

In rispetto della cronologia degli eventi, alcune rievocazioni sacre risultano già congruenti al giorno settimanale. 
- 1687, I Padri domenicani organizzano una processione con scene tratte dal Vecchio Testamento che richiedono la partecipazione di 150 personaggi.[12]
- 21 aprile 1726, domenica di Resurrezione. La Compagnia della Resurrezione guidò la processione composta da oltre 1000 figuranti che impersonavano personaggi del Vecchio e Nuovo Testamento. L'itinerario dall'Ospedale Grande attraverso il Piano di Palazzo Reale, si snodava per il centro cittadino e trovava conclusione presso il baluardo di Sant'Agata.[13]
- 1733, È documentata una delle ultime processioni dei sacri testamenti tra le più affollate e dispendiose. Godevano di molta popolarità i riti effettuati da sodalizi della chiesa di San Giuseppe e di San Nicola.[7]
- 1780, Fino a quest'anno è documentato presso la chiesa di Santa Lucia dei Biscottai per opera della Compagnia della Resurrezione, l'incontro tra Cristo Risorto e Maria Addolorata presso Santa Elisabetta la Domenica di Pasqua. Durante la fase dell'abbraccio, l'effige della Madonna perdeva il manto a lutto e il figlio coronava la madre con un diadema.[3][4]

## Il calendario e gli eventi
| Anno | giorno - mese |
| ---- | ------------- |
| 2015 | 3 aprile      |
| 2016 | 25 marzo      |
| 2017 | 14 aprile     |
| 2018 | 30 marzo      |
| 2019 | 19 aprile     |
| 2020 | 10 aprile     |

- Domenica delle Palme. Nella chiesa di Santa Maria degli Angeli quartiere di Partanna - Mondello, Sacra Rappresentazione della Passione e Morte di Gesù. L'evento scenico ha inizio la Domenica delle Palme con l'Ingresso a Gerusalemme, prosegue il Giovedì santo con la rappresentazione dell'Ultima Cena e l'Orazione negli Orto degli Ulivi, per concludersi il Sabato Santo quando sono raffigurati quattro quadri teatrali: il Pretorio di Pilato, la Via Crucis, la Crocifissione e la Sepoltura.
- Mercoledì Santo.
- Giovedì santo: In tutte le chiese durante la Messa in Coena Domini è celebrato il rito della lavanda dei piedi seguito dalla processione degli Apostoli con visita agli Altari della Reposizione impropriamente detti Sepolcri.
- Venerdì Santo: In tutte le parrocchie è rievocata la Passione del Signore, nella forma liturgica ecclesiale della Passio declamata come "lettura" dei testi tratti dai Vangeli. Segue la legatura simbolica delle campane, strumenti un tempo sostituiti dal suono delle traccole, la spoliazione e l'abbrunamento degli altari. La Passio figurata o processioni delle bare percorrono svariati itinerari cittadini.
- Sabato Santo o Sabato di Gloria: In tutte le parrocchie si svolge la Veglia Pasquale. Nella chiesa di San Domenico è atteso il rito della "Calata r'a tila" in cui il pesante telo che copre l'immagine del Cristo Risorto posto sopra l'altare maggiore cade giù tra canti di gioia per la Resurrezione. Riti simili[14] sono documentati storicamente nella chiesa di Santa Maria degli Angeli detta la «Gancia», chiesa di San Francesco d'Assisi, chiesa di San Nicolò da Tolentino, chiesa di Sant'Ignazio all'Olivella. Oggi il rito è perpetuato pure nella chiesa di Sant'Ippolito, chiesa di Maria Santissima dell'Assunta delle Carmelitane Scalze, chiesa di Santa Caterina d'Alessandria, chiesa di San Stanislao Kostka.
- Domenica di Pasqua.
- Lunedì dell'Angelo.

## Processioni
In tutte le processioni sono condotti i simulacri del "Cristo Morto" e della "Vergine Addolorata" accompagnati dalla Guardia Pretoriana (impropriamente chiamata "I Giudei"), stendardi, tamburini, incappucciati, portatori in livrea, figuranti e accoliti abbigliati da veroniche, nazareni, penitenti.
Sono più di trenta le singole manifestazioni che il Venerdì Santo si tengono nei quartieri di Palermo:
| - Processione dei Santi Cosma e Damiano - Processione del Santissimo Crocifisso - Processione del Santissimo Salvatore - Processione del Santo Curato d'Ars - Processione dell'Ecce Homo - Processione della Madonna della Provvidenza - Processione dello Spirito Santo all'Olivuzza - Processione di Sant'Antonio di Padova - Processione di San Basilio Magno - Processione di Santa Chiara d'Assisi - Processione di Santa Cristina al Borgo Nuovo - Processione di Sant'Ernesto - Processione di Sant'Espedito - Processione di Sant'Isidoro Agricola all'Albergaria - Processione di San Giovanni alla Guilla - Processione di San Girolamo - Processione di San Giuseppe Cafasso - Processione di San Gregorio Papa - Processione di San Matteo al Cassaro | - Processione di San Michele Arcangelo - Processione di San Nicolò da Tolentino - Processione di Maria Santissima Addolorata - Processione di Maria Santissima Ausiliatrice - Processione di Maria Santissima della Lettera - Processione di Maria Santissima delle Grazie - Processione di Maria Santissima di Lourdes - Processione di Maria Santissima Regina degli Apostoli - Processione di Santa Maria Assunta - Processione di Santa Maria degli Angeli - Processione di Santa Maria delle Grazie - Processione di Santa Maria dell'Itria dei Cocchieri - Processione di Santa Maria di Monserrato - Processione di Santa Maria La Nova - Processione di Santa Maria La Reale - Processione di Santa Rita - Processione di Santa Silvia - Processione di Santo Stefano - Processione Interparrocchiale |

## Processione dei Santi Cosma e Damiano
- Chiesa dei Santi Cosma e Damiano a Sferracavallo: Via Crucis

## Processione del Santissimo Crocifisso
- Chiesa del Santissimo Crocifisso a Pietratagliata dei Padri Vocazionisti
- Confraternita del Santissimo Crocifisso al Borgo Vecchio

## Processione del Santissimo Salvatore
- chiesa del Santissimo Salvatore borgata Settecannoli

## Processione del Santo Curato d'Ars
- Chiesa del Curato d'Ars
- Confraternita del Santissimo Crocifisso a Falsomiele

## Processione dell'Ecce Homo
- Chiesa dell'Ecce Homo all'Uditore e chiesa di Sant'Alfonso de' Liguori. Processione dei simulacri del Cristo Morto e della Madonna Addolorata.

## Processione della Madonna della Provvidenza
- Chiesa della Madonna della Provvidenza: Via Crucis

## Processione di Maria Santissima Regina degli Apostoli
- Chiesa di Maria Santissima Regina degli Apostoli a Bordonaro: Via Crucis

## Processione di Maria Santissima Ausiliatrice
- Chiesa di Maria Santissima Ausiliatrice piazza Don Bosco: Via Crucis

## Processione dello Spirito Santo
- Chiesa dello Spirito Santo all'Olivuzza: processione effigi sacre

## Processione di Sant'Antonio di Padova
- Chiesa di Sant'Antonio di Padova all'Arenella

## Processione di San Basilio Magno
- Chiesa di San Basilio Magno

## Processione di Santa Chiara d'Assisi
- Chiesa di Santa Chiara d'Assisi all'Albergaria: Processione dei simulacri del Cristo Morto e della Madonna Addolorata

## Processione di Santa Cristina al Borgo Nuovo
- Chiesa di Santa Cristina a Borgo Nuovo
- Confraternita della Passione del Signore

## Processione di Sant'Ernesto
- Chiesa di Sant'Ernesto: Via crucis

## Processione di Sant'Espedito
- Chiesa di Sant'Espedito: Via crucis

## Processione di Sant'Isidoro Agricola
- Chiesa di Sant'Isidoro Agricola all'Albergaria o dei Panettieri o dei Fornari: urna del Cristo morto e la statua di Maria Santissima dei Fornari
- Confraternita di Maria Santissima Addolorata di Sant'Isidoro Agricola dei Panettieri o dei Fornari

- Programma:
  - Domenica delle Palme: Benedizione delle Palme.
  - Giovedì santo: Corteo degli incappucciati.
  - Venerdì Santo: Rappresentazione della Crocifissione e Morte, a seguire la Solenne Processione con i venerati simulacri del Cristo morto e della Madre Addolorata per le vie del mandamento.
  - Domenica di Pasqua: Rappresentazione delle resurrezione di Cristo.

## Processione di San Giovanni alla Guilla
- Chiesa di San Giovanni alla Guilla al Capo: processione dei fercoli di Maria Santissima Addolorata e del Cristo Morto
- Confraternita di Maria Santissima Addolorata e Cristo morto del Venerdì Santo alla Guilla
- 1947 Alcuni confrati staccatisi per contrasti interni dalla Congregazione di Maria Santissima Addolorata e del Cristo Morto della corporazione dei fornai, trovano ospitalità nella chiesa di Montegrappa e fondano la confraternita di Maria Santissima Addolorata e del Venerdì Santo alla Guilla.
- 1948, Anno della prima processione organizzata con le statue ottenute in prestito lungo un percorso che si dipanava per i quartieri Albergheria e Montegrappa.

## Processione di San Girolamo
- Chiesa di San Girolamo sotto il titolo della «Madonna delle Grazie» a Mondello Via Crucis

## Processione di San Giuseppe Cafasso
- Chiesa di San Giorgio in Kemonia

## Processione di San Gregorio Papa
- Chiesa di San Gregorio Papa: processioni effigi sacre

## Processione di San Matteo al Cassaro
- Chiesa di San Matteo al Cassaro: processione effigi sacre
- Confraternita di Maria Santissima Addolorata degli Invalidi e dei Mutilati di Guerra

## Processione di San Michele Arcangelo
- Chiesa di San Michele Arcangelo: Via Crucis

## Processione di San Nicolò da Tolentino
- Chiesa di San Nicola da Tolentino, sono processionate la scultura lignea del Cristo morto di Francesco Quattrocchi e della Vergine della Soledad. In passato le sfilate coinvolgevano i corpi militari
- Confraternita di Maria Santissima Addolorata de la Soledad

Nel 1866 fu rubato il manto nero donato da Maria Cristina di Savoia. Nel marzo del 1895 S.M. la regina Margherita di Savoia dona un manto di velluto nero ricamato, che ancora oggi indossa l'Addolorata.

## Processione di Maria Santissima Addolorata
- Chiesa di Maria Santissima Addolorata a borgo Molara: processioni effigi sacre

## Processione di Maria Santissima della Lettera
- Chiesa dei Maria Santissima della Lettera all'Acquasanta
- Confraternita di Maria Santissima Addolorata e Cristo Morto all'Acquasanta

## Processione di Maria Santissima delle Grazie
- Chiesa dei Maria Santissima delle Grazie in Corso dei Mille: Via Crucis

## Processione di Maria Santissima di Lourdes
- Chiesa delle Anime Sante
- Confraternita delle Anime Sante

## Processione di Santa Maria Assunta
- Chiesa di Santa Maria Assunta a Perpignano
- Confraternita di Maria Santissima Addolorata e Cristo Morto in via Perpignano

## Processione di Santa Maria degli Angeli
- Chiesa di Santa Maria degli Angeli quartiere Partanna Mondello
- Confraternita di Maria Santissima Addolorata di Partanna Mondello

## Processione di Santa Maria dell'Itria dei Cocchieri
- Chiesa di Santa Maria dell'Itria dei Cocchieri: processioni effigi sacre
- Confraternita di Maria Santissima dell'Itria dei Cocchieri
- 1598, Commissione dei simulacri. I confrati partecipavano indossando la divisa della casa gentilizia cui appartenevano. Apriva il corteo una grande croce di legno, accompagnavano ai lati due membri in marsina, seguivano i confrati con livree azzurro ed oro in rappresentanza della casa Branciforte di Trabia e di Butera, marrone e argento per la casa Settimo di Fitalia e Giarratana, giallo e verde per la casa Valdina, giallo e azzurro per la casa Baucina, rosso e giallo per il Municipio, nonché altre di casa Galati, Mazzarino, Scalea.

In segno di rispetto, lutto e devozione il Venerdì Santo vigeva il divieto di spostarsi in carrozza, "pirchì 'u Signuri è 'nterra", quindi i cocchieri godevano un giorno libero e potevano partecipare numerosi a questo sacro evento. Circostanza che consentiva ai nobili di ingraziarsi il consenso delle autorità religiose ottenendo inoltre l'indulgenza plenaria per resa devozione. I cocchieri per converso in questa occasione potevano partecipare sfoggiando le livree della famiglia d'appartenenza con il maggiore sfarzo possibile.
- 1896, Un incendio distrusse il simulacro mariano che subito fu rifatto da Vincenzo Piscitello.
- 1941, A causa dell'ultima guerra la processione non ebbe luogo.

## Processione di Santa Maria di Monserrato
- Chiesa di Santa Maria di Monserrato: processione del Cristo Morto e dell'Addolorata, nel 2016 - 196º anniversario.
- Confraternita del Santissimo Crocifisso al Borgo sotto il titolo della «Madonna di Monserrato»

## Processione di Santa Maria La Nova
- Chiesa di Santa Maria la Nova: processione del Cristo Morto e di Maria Santissima Addolorata, il simulacro è attribuito a Girolamo Bagnasco.
- Confraternita di Maria Santissima Addolorata ai Cassari

## Processione di Santa Maria La Reale
- Chiesa di Santa Maria la Reale Via Crucis

## Processione di Santa Rita
- Confraternita di Santa Rita Via Crucis

## Processione di Santa Silvia
- Chiesa di Santa Silvia Via Crucis.

## Processione di Santo Stefano alla Zisa
- Chiesa di Santo Stefano Protomartire alla Zisa: Via Crucis ai Giardini della Zisa.

## Processione Interparrocchiale
- Chiesa di Maria Santissima della Lettera all'Acquasanta, chiesa di Santa Margherita in via Marabitti, Chiesa di Nostra Signora della Consolazione

## Galleria d'immagini

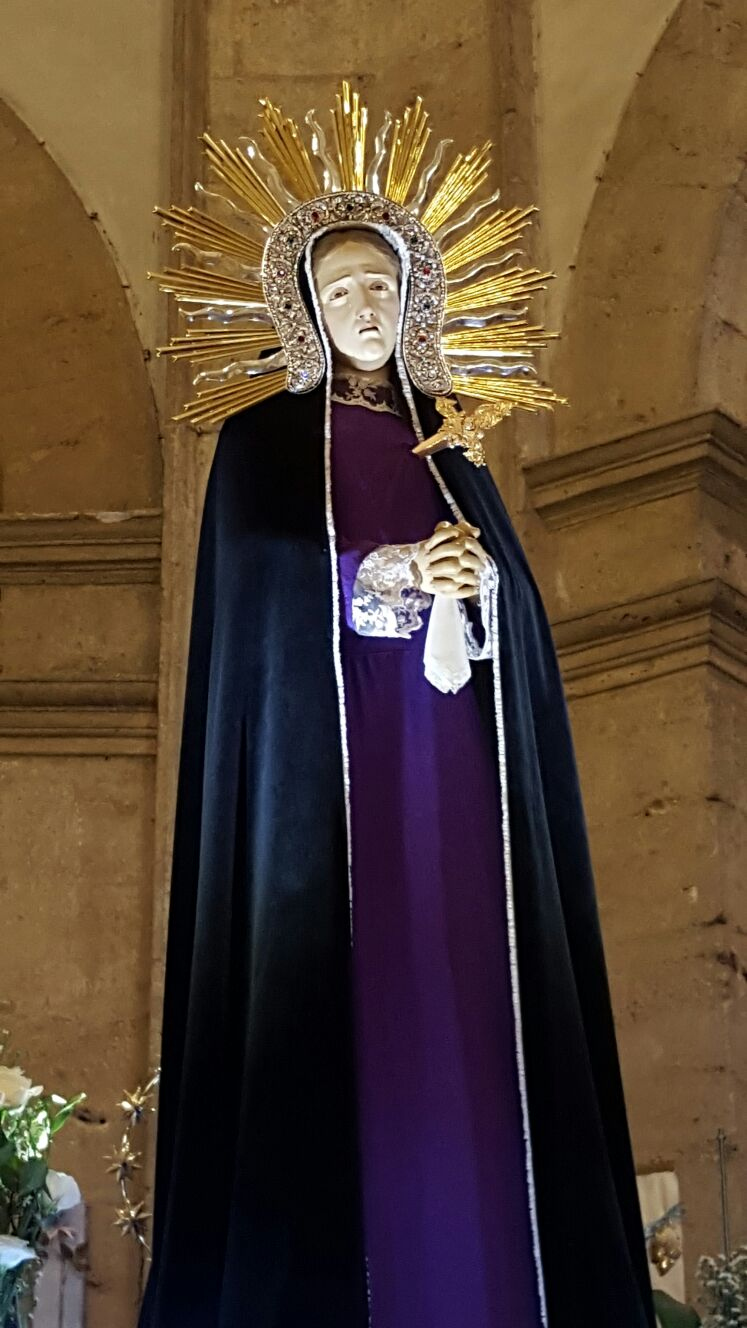
Maria Santissima Addolorata ai Cassari, Palermo
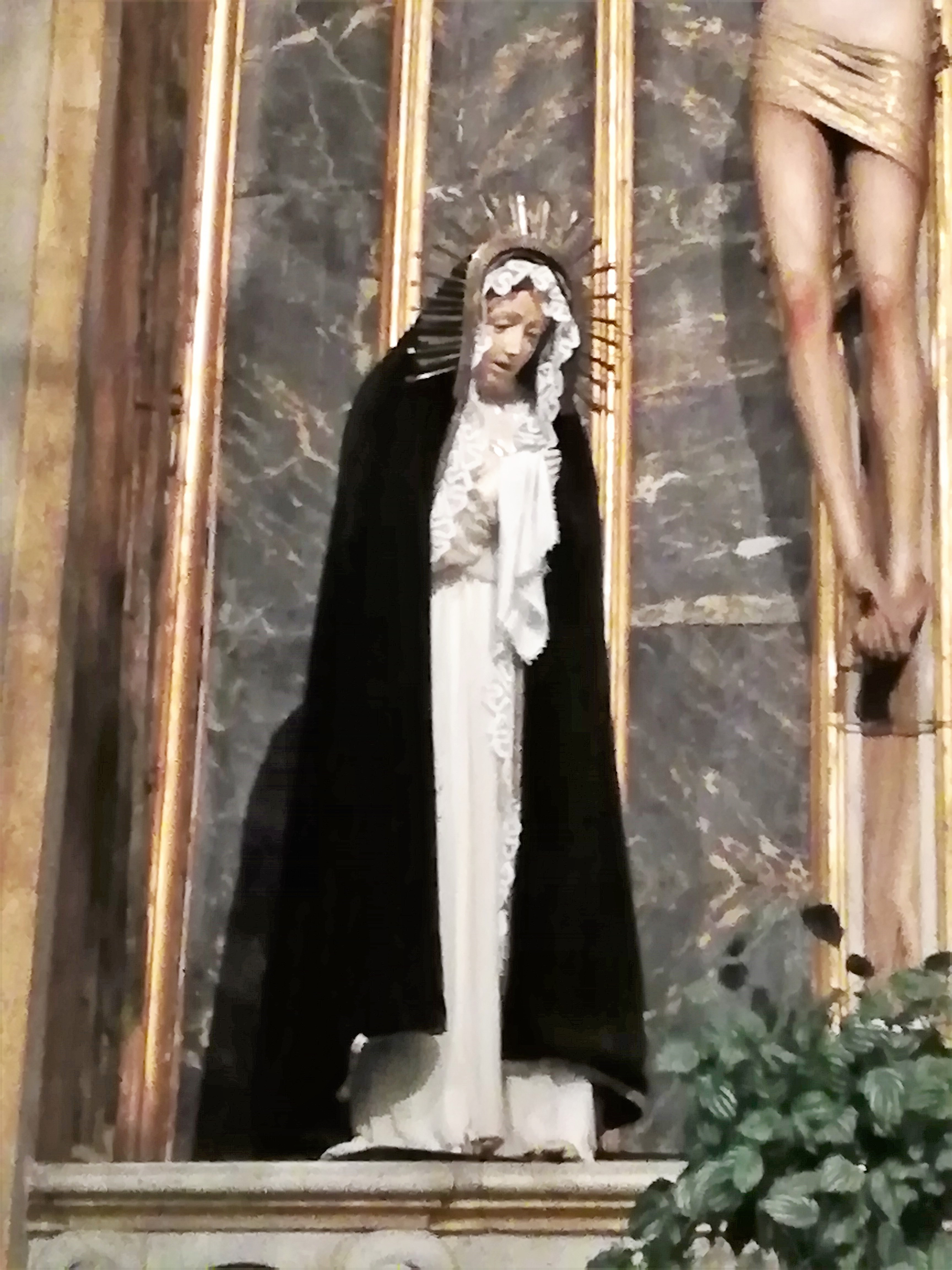
Maria Santissima Addolorata, chiesa di San Domenico di Palermo
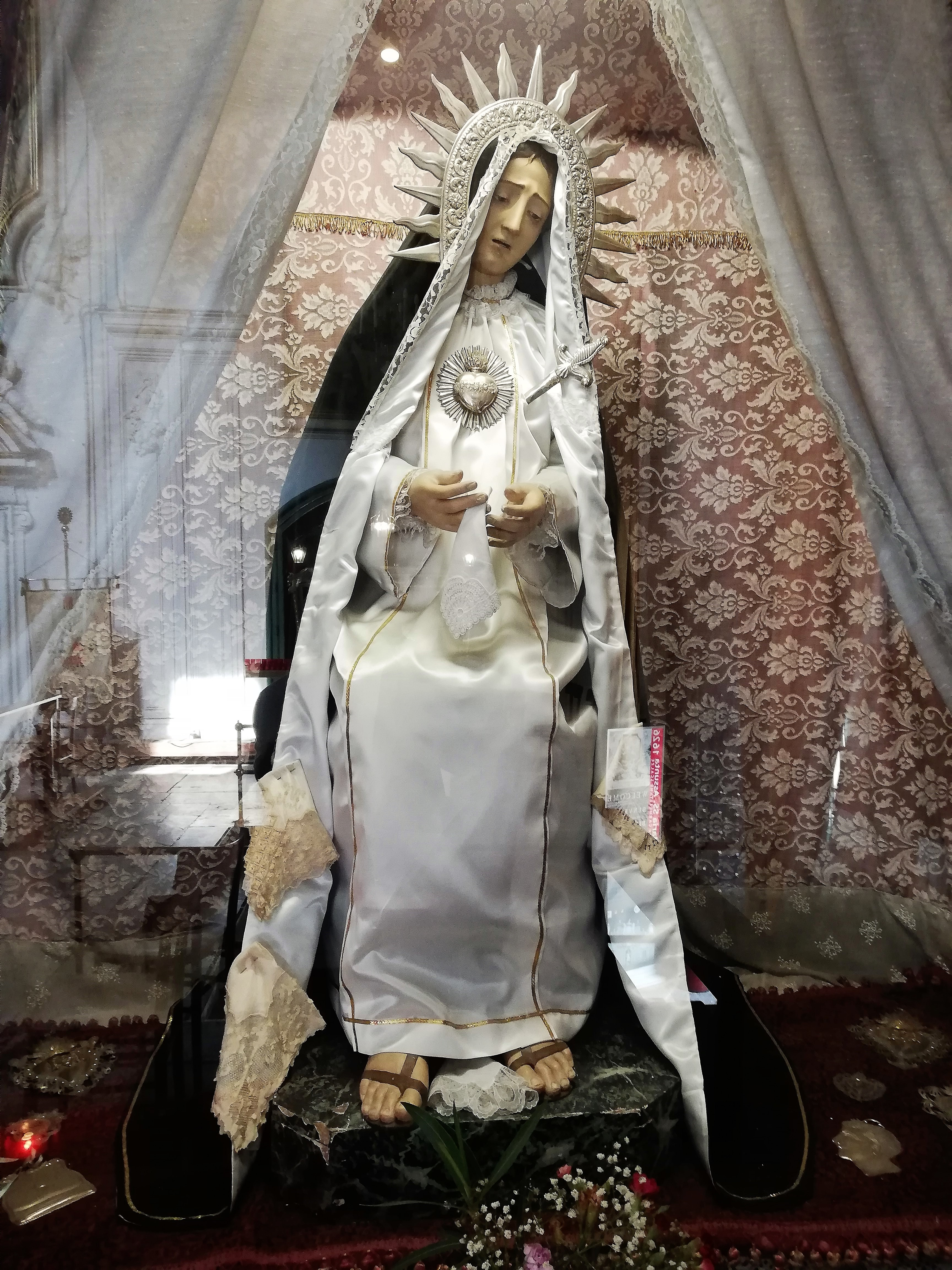
Maria Santissima Addolorata, chiesa dell'Assunta di Palermo
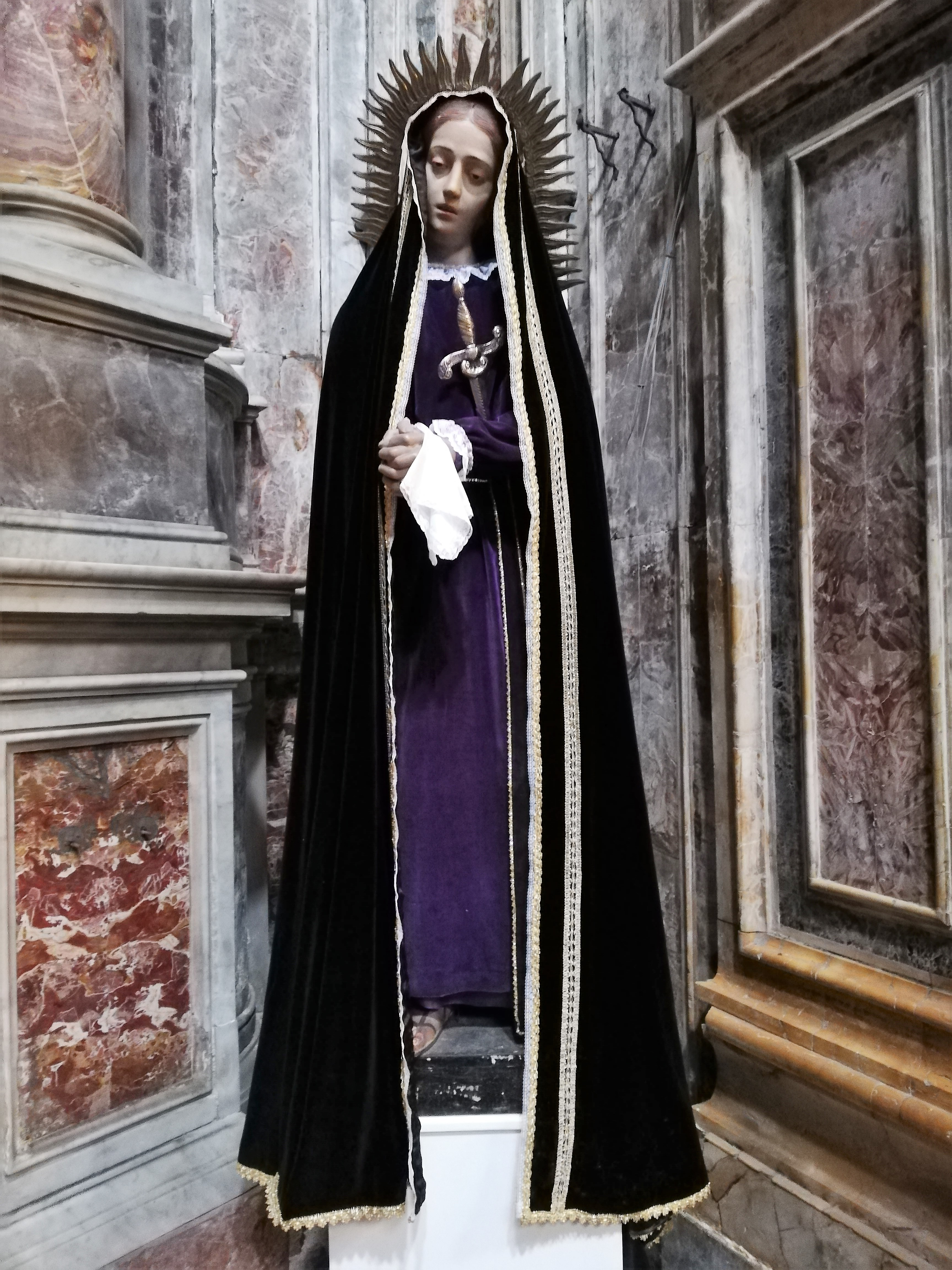
Maria Santissima Addolorata, chiesa di San Matteo al Cassaro di Palermo
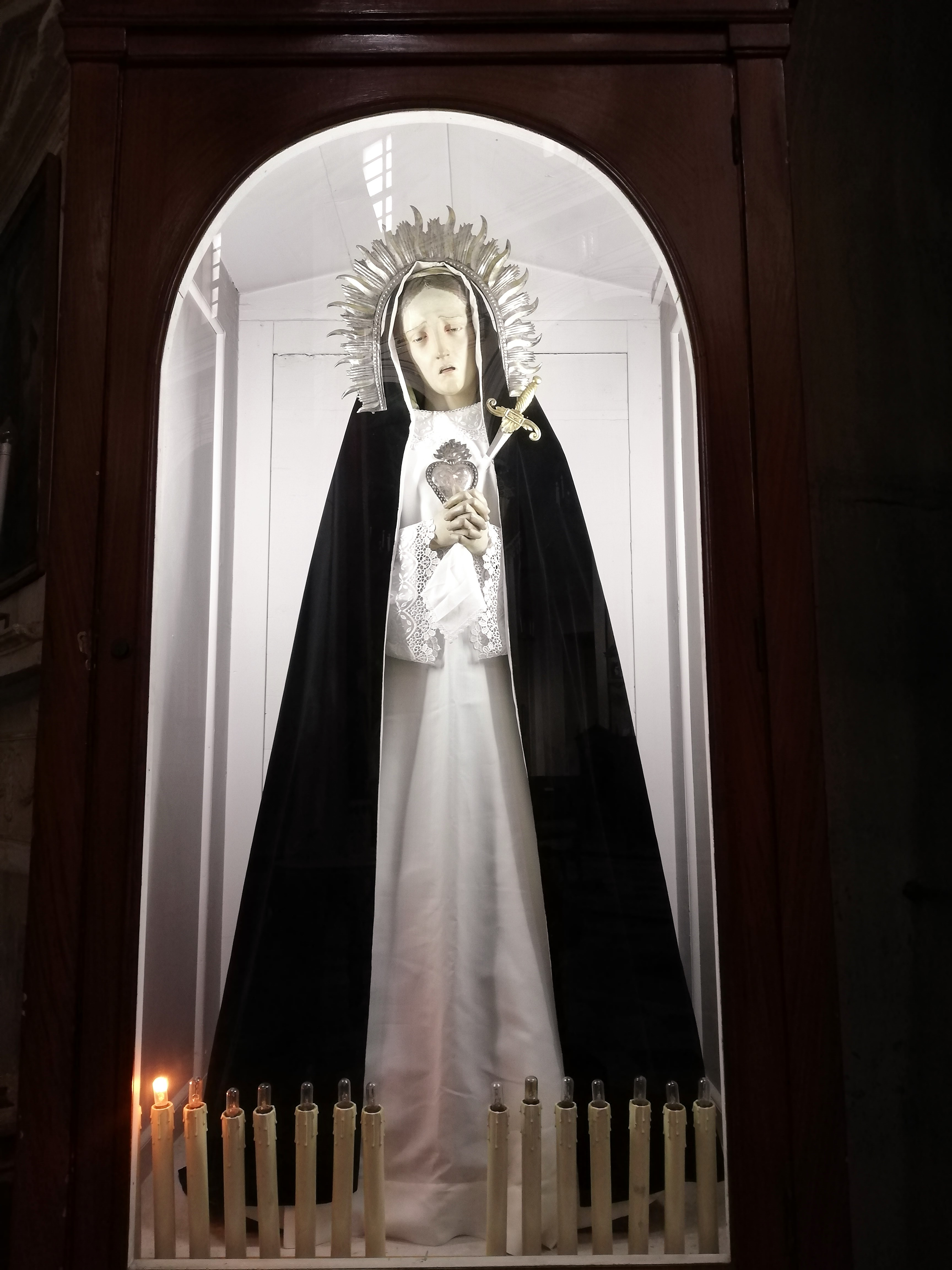
Maria Santissima Addolorata, chiesa del Carmine Maggiore di Palermo
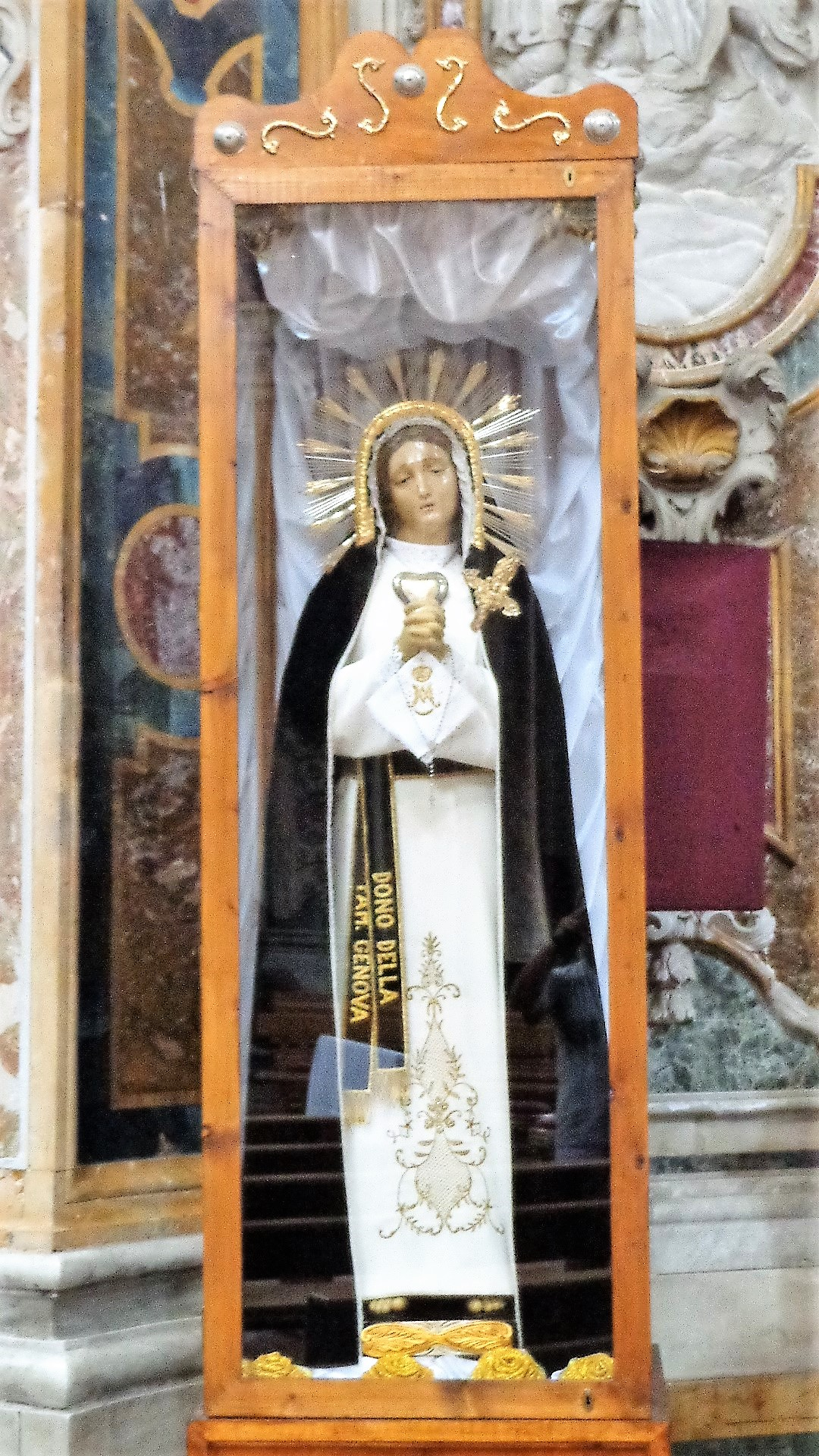
Maria Santissima Addolorata, chiesa di San Francesco Saverio di Palermo
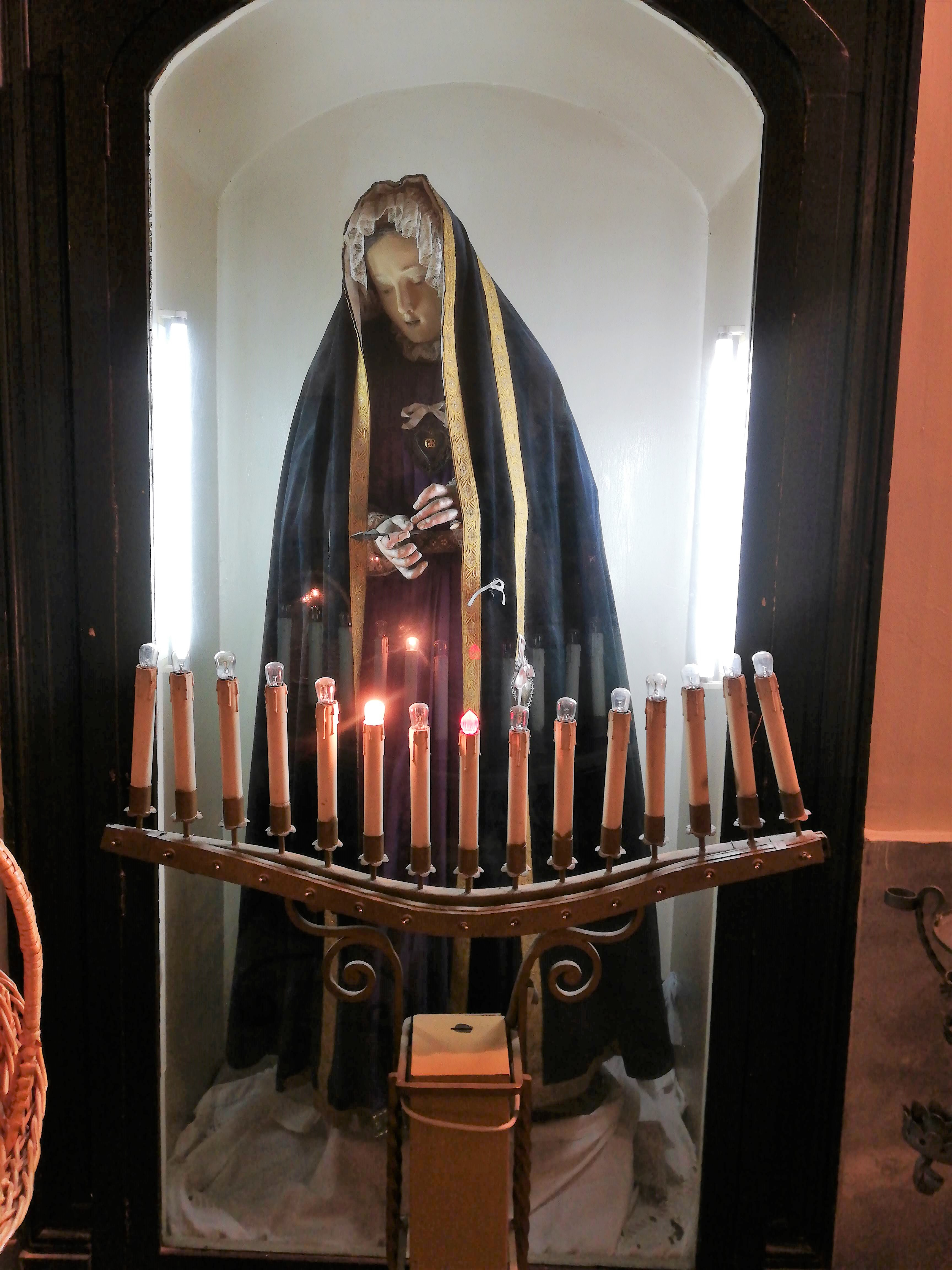
Maria Santissima Addolorata, chiesa di Sant'Onofrio di Palermo
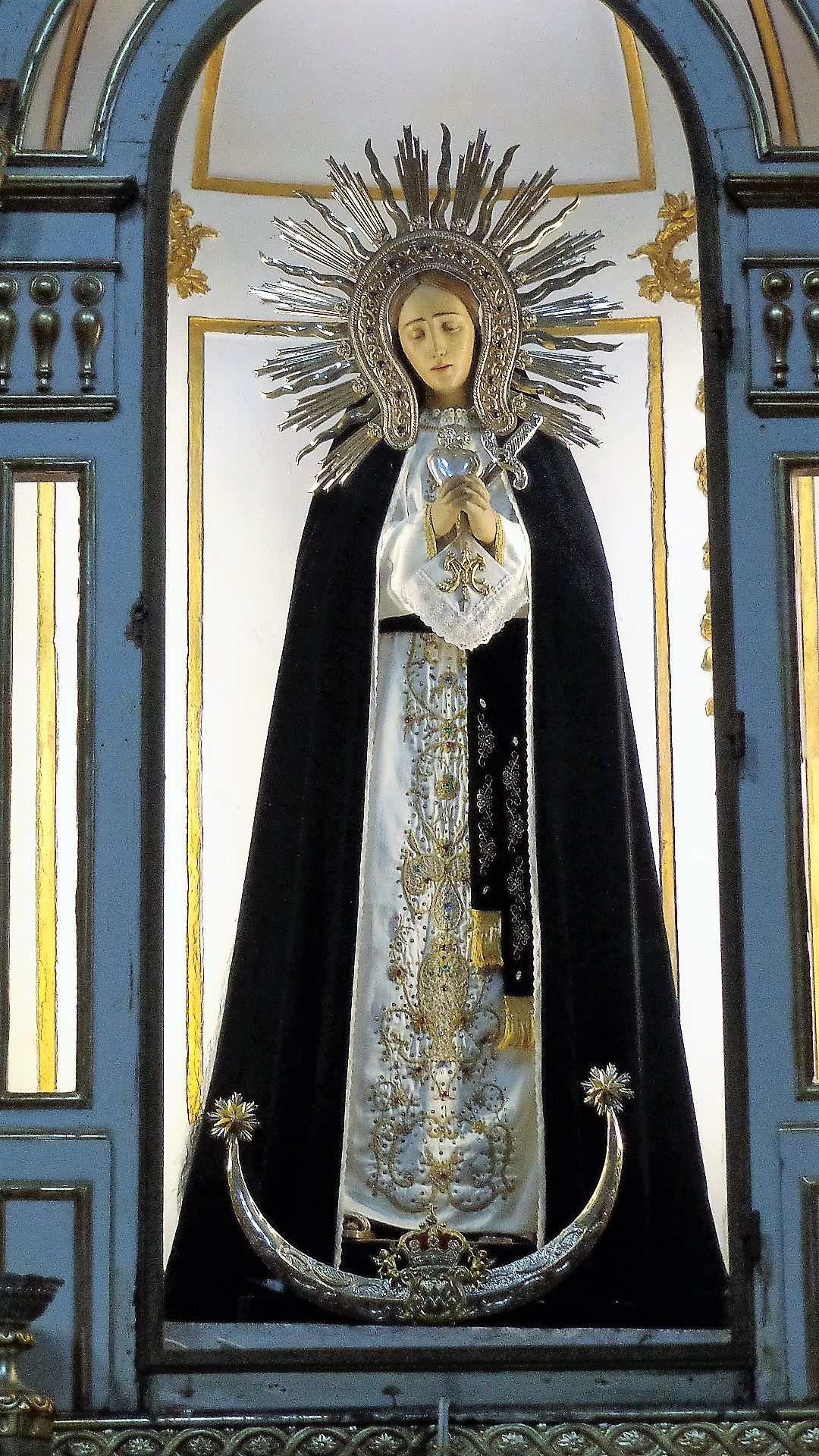
Maria Santissima Addolorata, chiesa di San Giorgio in Kemonia di Palermo
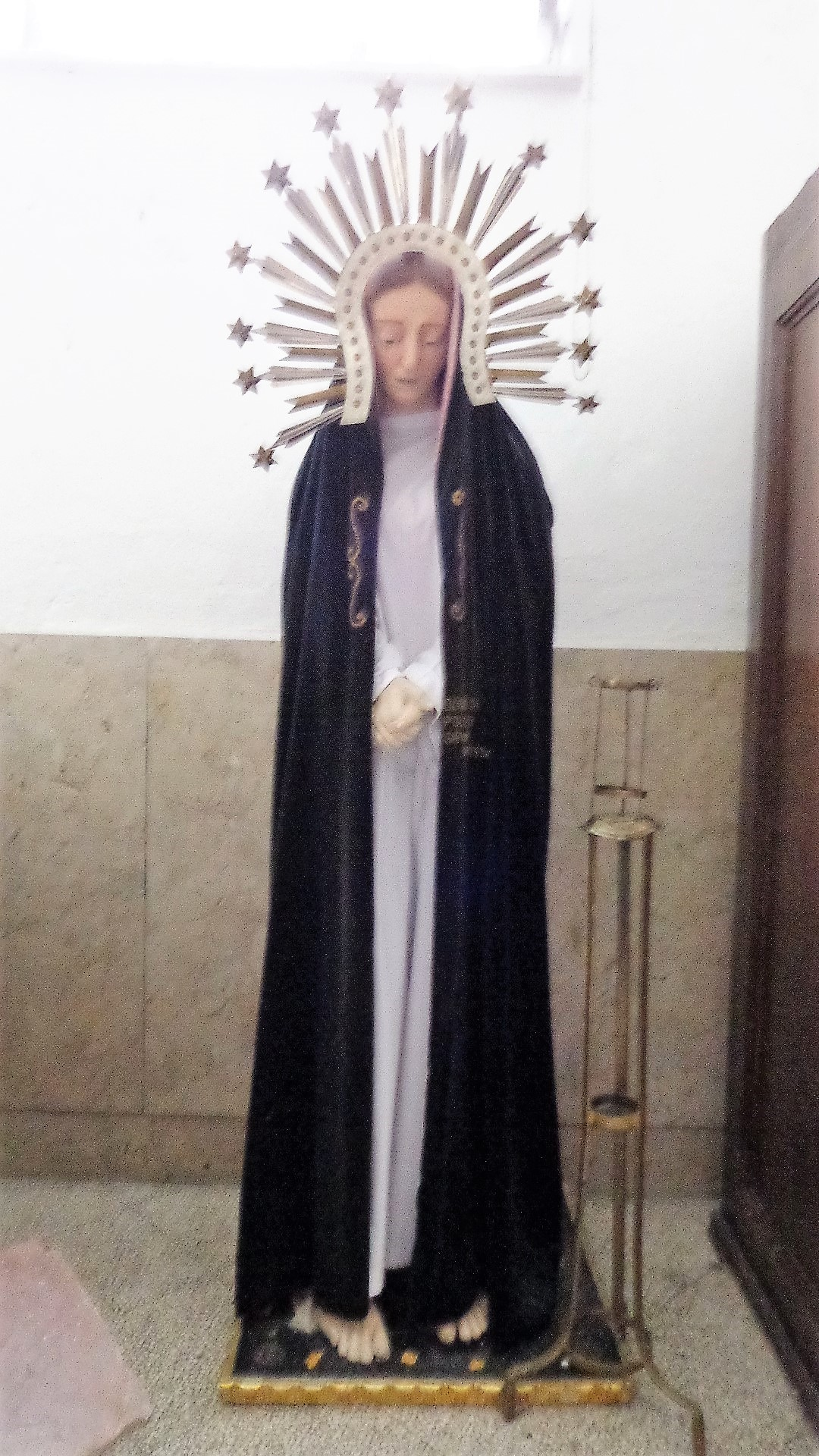
Maria Santissima Addolorata, chiesa di San Giorgio in Kemonia di Palermo
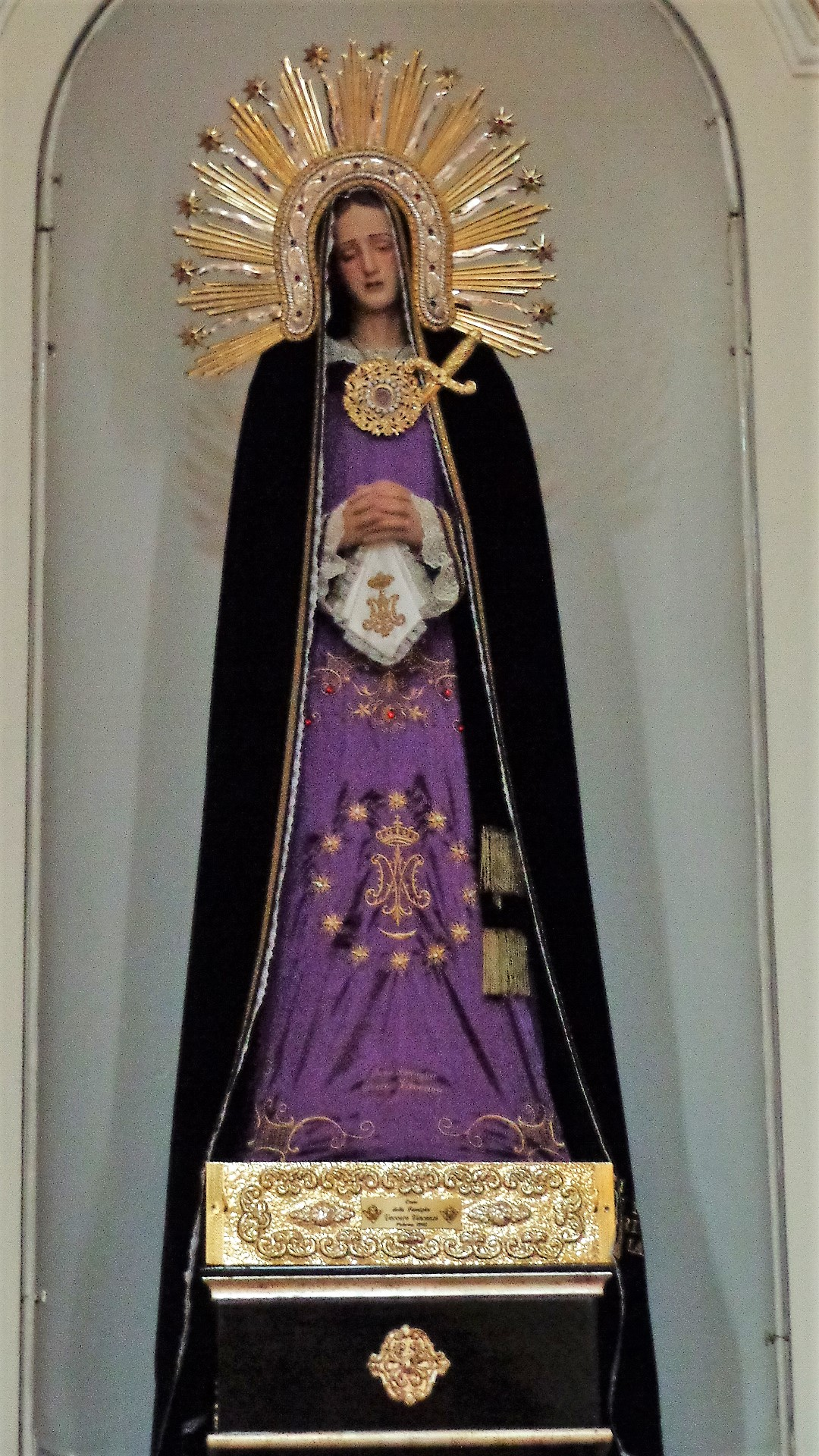
Maria Santissima Addolorata de la Soledad, chiesa di San Nicola da Tolentino di Palermo
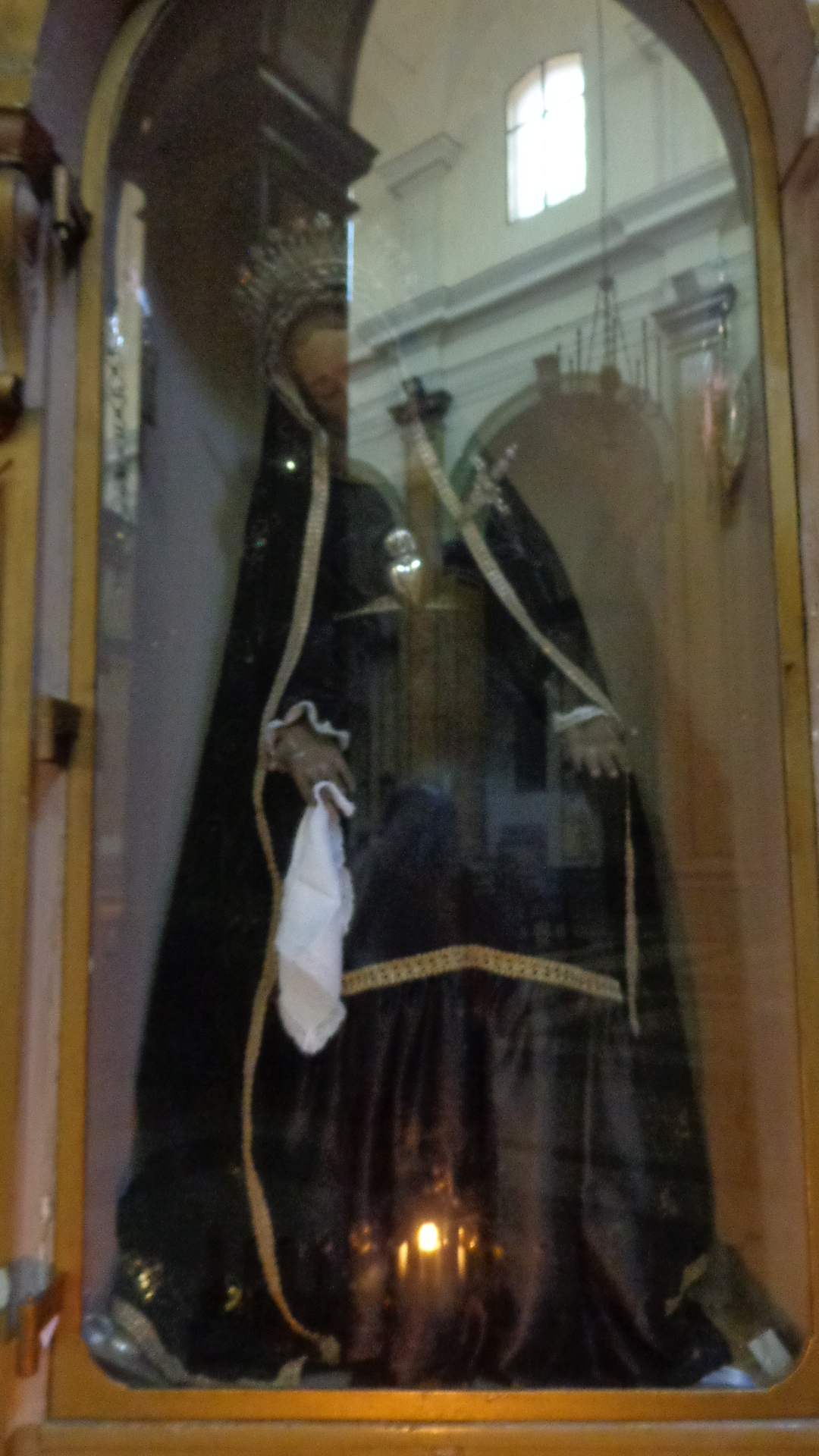
Maria Santissima Addolorata, chiesa di San Nicola da Tolentino di Palermo
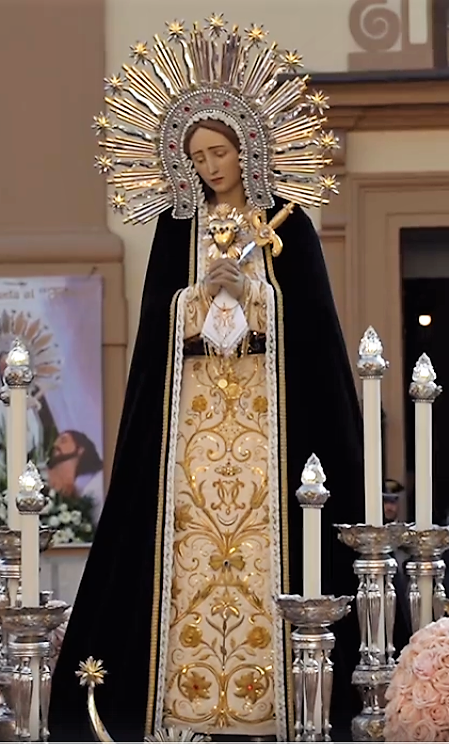
Maria Santissima dei Fornari, chiesa di Sant'Isidoro all'Albergheria di Palermo